# The Battle of Baktan Cross
The Battle of Baktan Cross er en amerikansk film fra 2025 af Paul Thomas Anderson.

## Medvirkende
- Leonardo DiCaprio
- Regina Hall
- Sean Penn
- Alana Haim
- Teyana Taylor
- Wood Harris
- Benicio del Toro